# Орвилье-Сен-Жюльен
Орвилье́-Сен-Жюлье́н (фр. Orvilliers-Saint-Julien) — коммуна во Франции, находится в регионе Шампань — Арденны. Департамент — Об. Входит в состав кантона Ромийи-сюр-Сен-1. Округ коммуны — Ножан-сюр-Сен.
Код INSEE коммуны — 10274.
Коммуна расположена приблизительно в 120 км к юго-востоку от Парижа, в 70 км юго-западнее Шалон-ан-Шампани, в 25 км к северо-западу от Труа.

## Население
Население коммуны на 2008 год составляло 290 человек.
| 1962 | 1968 | 1975 | 1982 | 1990 | 1999 | 2008 |
| ---- | ---- | ---- | ---- | ---- | ---- | ---- |
| 255  | 266  | 240  | 226  | 226  | 211  | 290  |

## Экономика

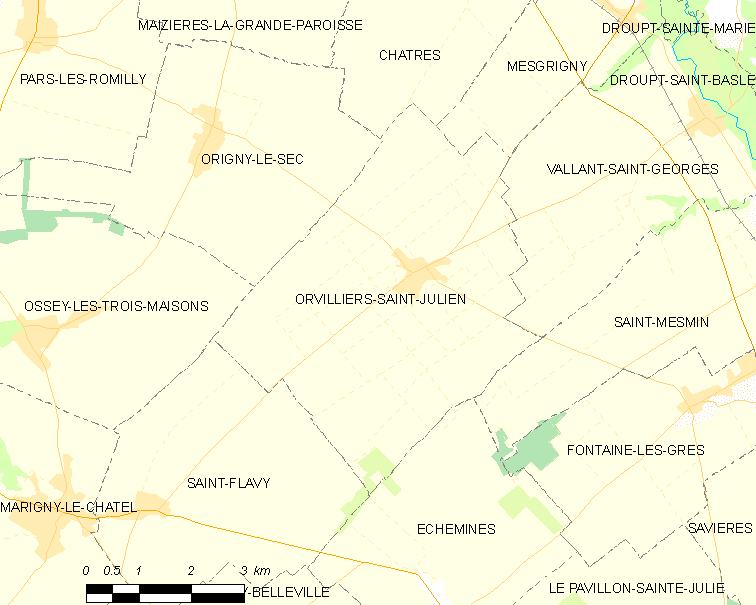
Карта коммуны

В 2007 году среди 177 человек в трудоспособном возрасте (15—64 лет) 139 были экономически активными, 38 — неактивными (показатель активности — 78,5 %, в 1999 году было 70,7 %). Из 139 активных работали 131 человек (70 мужчин и 61 женщина), безработных было 8 (4 мужчины и 4 женщины). Среди 38 неактивных 12 человек были учениками или студентами, 12 — пенсионерами, 14 были неактивными по другим причинам.